# エージェント・オブ・シールドのキャラクター一覧

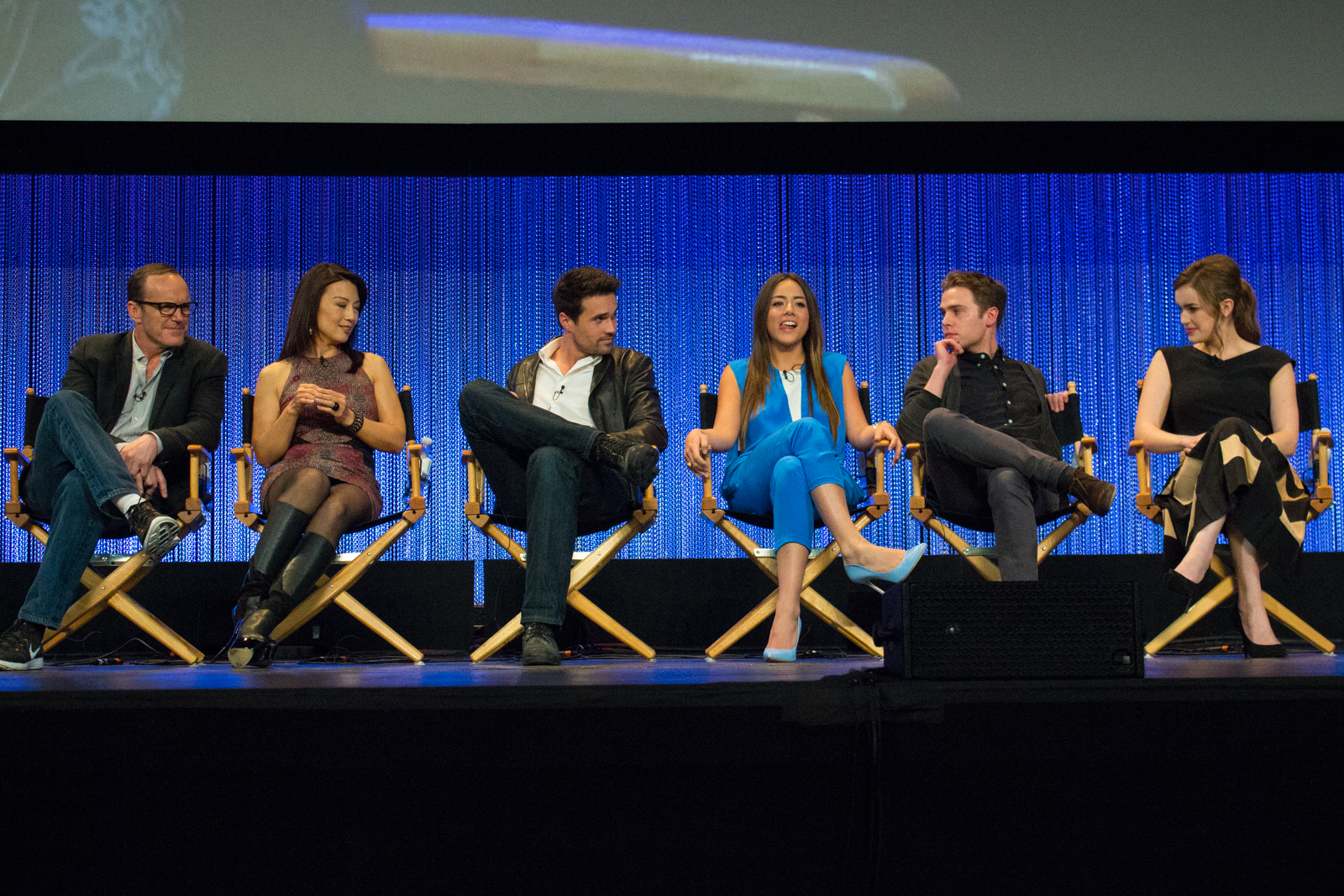
2014年のペレイフェストに登場したキャスト。左から、グレッグ、ウェン、ダルトン、ベネット、カーステッカー、ヘンストリッジ。

『エージェント・オブ・シールド』（Marvel's Agents of S.H.I.E.L.D., または Agents of S.H.I.E.L.D.）は、ABCでジョス・ウィードン、ジェド・ウィードン、モーリサ・タンチャローエンが企画し、マーベルコミックスに登場する架空の組織であるS.H.I.E.L.D.を描いたアメリカ合衆国のテレビドラマシリーズである。シリーズはクラーク・グレッグ、ミンナ・ウェン、ブレット・ダルトン、クロエ・ベネット、イアン・デ・カーステッカー、エリザベス・ヘンストリッジ、第2シーズンからはさらにニック・ブラッドがレギュラー出演し、グレッグ演じるフィル・コールソンが中心となり、彼が招集したS.H.I.E.L.D.の精鋭チームが様々な超常的事件に挑む。『エージェント・オブ・シールド』はマーベル・シネマティック・ユニバースに属しており、フランチャイズの長編映画やワンショットにも出演したグレッグ、サミュエル・L・ジャクソン、コビー・スマルダーズ、マキシミリアーノ・ヘルナンデス、タイタス・ウェリヴァー、ジェイミー・アレクサンダーが同じ役を務めている。

## 概要
メインキャラクター
| キャラクター                         | 俳優                       | 日本語吹き替え声優 | 登場シーズン |
| ------------------------------------ | -------------------------- | ------------------ | ------------ |
|                                      |                            |                    |              |
| フィル・コールソン                   | クラーク・グレッグ         | 村治学             | 1〜7         |
|                                      |                            |                    |              |
| スカイ / デイジー・ジョンソン        | クロエ・ベネット           | 渋谷はるか         | 1〜7         |
|                                      |                            |                    |              |
| メリンダ・メイ                       | ミンナ・ウェン             | 沢海陽子           | 1〜7         |
|                                      |                            |                    |              |
| グラント・ウォード                   | ブレット・ダルトン         | 花輪英司           | 1〜4         |
|                                      |                            |                    |              |
| レオ・フィッツ                       | イアン・デ・カーステッカー | 落合佑介           | 1〜7         |
|                                      |                            |                    |              |
| ジェマ・シモンズ                     | エリザベス・ヘンストリッジ | 宮下ともみ         | 1〜7         |
|                                      |                            |                    |              |
| ランス・ハンター                     | ニック・ブラッド           | 滝知史             | 2〜3,5       |
|                                      |                            |                    |              |
| バーバラ・“ボビー”・モース           | エイドリアンヌ・パリッキ   | 林真里花           | 2〜3         |
|                                      |                            |                    |              |
| アルフォンソ・“マック”・マッケンジー | ヘンリー・シモンズ         | 間宮康弘           | 2〜7         |
|                                      |                            |                    |              |
| リンカーン・キャンベル               | ルーク・ミッチェル         | 川田紳司           | 2〜3         |
|                                      |                            |                    |              |
| ホールデン・ラドクリフ               | ジョン・ハナー             | 森田順平           | 3〜4         |

リカーリングキャラクター
| キャラクター                        | 俳優                             | 初登場回          |
| ----------------------------------- | -------------------------------- | ----------------- |
|                                     |                                  |                   |
| マイク・ピーターソン / デスロック   | J・オーガスト・リチャーズ        | 第1シーズン第1話  |
|                                     |                                  |                   |
| イアン・クイン                      | デヴィッド・コンラッド           | 第1シーズン第3話  |
|                                     |                                  |                   |
| レイナ                              | ルース・ネッガ                   | 第1シーズン第5話  |
|                                     |                                  |                   |
| ビクトリア・ハンド                  | サフロン・バロウズ               | 第1シーズン第7話  |
|                                     |                                  |                   |
| アン・ウィーヴァー                  | クリスティン・アダムス           | 第1シーズン第12話 |
|                                     |                                  |                   |
| ジョン・ギャレット                  | ビル・パクストン                 | 第1シーズン第14話 |
|                                     |                                  |                   |
| アントニー・トリプレット            | B・J・ブリット                   | 第1シーズン第14話 |
|                                     |                                  |                   |
| グレン・タルボット                  | エイドリアン・パスダー           | 第1シーズン第18話 |
|                                     |                                  |                   |
| エリック・ケーニグ                  | パットン・オズワルト             | 第1シーズン第18話 |
|                                     |                                  |                   |
| ビリー・ケーニグ                    | パットン・オズワルト             | 第1シーズン第22話 |
|                                     |                                  |                   |
| サム・ケーニグ                      | パットン・オズワルト             | 第2シーズン第9話  |
|                                     |                                  |                   |
| ダニエル・ホワイトホール            | リード・ダイアモンド             | 第2シーズン第1話  |
|                                     |                                  |                   |
| スニル・バクシ                      | サイモン・カシアニデス           | 第2シーズン第1話  |
|                                     |                                  |                   |
| カルビン・ザボ                      | カイル・マクラクラン             | 第2シーズン第2話  |
|                                     |                                  |                   |
| エージェント33 / キャラ・パラマス   | マヤ・ストヤン / ミンナ・ウェン  | 第2シーズン第3話  |
|                                     |                                  |                   |
| ジャイーン                          | ディーチェン・ラックマン         | 第2シーズン第8話  |
|                                     |                                  |                   |
| ゴードン                            | ジェイミー・ハリス               | 第2シーズン第10話 |
|                                     |                                  |                   |
| アンドリュー・ガーナー博士          | ブレア・アンダーウッド           | 第2シーズン第13話 |
|                                     |                                  |                   |
| ロバート・ゴンザレス                | エドワード・ジェームズ・オルモス | 第2シーズン第14話 |
|                                     |                                  |                   |
| ロザリンド・プライス                | コンスタンス・ジマー             | 第3シーズン第1話  |
|                                     |                                  |                   |
| ルーサー・バンクス                  | アンドリュー・ハワード           | 第3シーズン第1話  |
|                                     |                                  |                   |
| ジョーイ・グティエレス              | フアン・パブロ・ラバ             | 第3シーズン第1話  |
|                                     |                                  |                   |
| ワーナー・ヴァン・ストラッカー      | スペンサー・トリート・クラーク   | 第3シーズン第2話  |
|                                     |                                  |                   |
| ギエラ                              | マーク・ダカスコス               | 第3シーズン第8話  |
|                                     |                                  |                   |
| エレナ・“ヨーヨー”・ロドリゲス      | ナタリア・コルドバ＝バックリー   | 第3シーズン第11話 |
|                                     |                                  |                   |
| ジェームズ / ヘルファイアー         | アクサル・ホワイトヘッド         | 第3シーズン第16話 |
|                                     |                                  |                   |
| ロビー・レイエス / ゴーストライダー | ガブリエル・ルナ                 | 第4シーズン第1話  |
|                                     |                                  |                   |
| ジェフリー・メイス                  | ジェイソン・オマラ               | 第4シーズン第2話  |

他メディアで初登場のキャラクター
| キャラクター                       | 俳優                           | 初登場作品                                            | 初登場回          |
| ---------------------------------- | ------------------------------ | ----------------------------------------------------- | ----------------- |
|                                    |                                |                                                       |                   |
| フィル・コールソン                 | クラーク・グレッグ             | 『アイアンマン』                                      | —                 |
|                                    |                                |                                                       |                   |
| マリア・ヒル                       | コビー・スマルダーズ           | 『アベンジャーズ』                                    | 第1シーズン第1話  |
|                                    |                                |                                                       |                   |
| ジャスパー・シットウェル           | マキシミリアーノ・ヘルナンデス | 『マイティ・ソー』                                    | 第1シーズン第7話  |
|                                    |                                |                                                       |                   |
| シフ                               | ジェイミー・アレクサンダー     | 『マイティ・ソー』                                    | 第1シーズン第15話 |
|                                    |                                |                                                       |                   |
| フェリックス・ブレイク             | タイタス・ウェリヴァー         | 『マーベル・ワンショット』                            | 第1シーズン第16話 |
|                                    |                                |                                                       |                   |
| ニック・フューリー                 | サミュエル・L・ジャクソン      | 『アイアンマン』                                      | 第1シーズン第22話 |
|                                    |                                |                                                       |                   |
| ペギー・カーター                   | ヘイリー・アトウェル           | 『キャプテン・アメリカ/ザ・ファースト・アベンジャー』 | 第2シーズン第1話  |
|                                    |                                |                                                       |                   |
| ジム・モリタ                       | ケネス・チョイ                 | 『キャプテン・アメリカ/ザ・ファースト・アベンジャー』 | 第2シーズン第1話  |
|                                    |                                |                                                       |                   |
| ティモシー・“ダム・ダム”・デュガン | ニール・マクドノー             | 『キャプテン・アメリカ/ザ・ファースト・アベンジャー』 | 第2シーズン第2話  |
|                                    |                                |                                                       |                   |
| ドクター・リスト                   | ヘンリー・グッドマン           | 『キャプテン・アメリカ/ウィンター・ソルジャー』       | 第2シーズン第11話 |
|                                    |                                |                                                       |                   |
| マーシュ・エリス合衆国大統領       | ウィリアム・サドラー           | 『アイアンマン3』                                     | 第3シーズン第1話  |
|                                    |                                |                                                       |                   |
| ギデオン・マリック                 | パワーズ・ブース               | 『アベンジャーズ』                                    | 第3シーズン第6話  |

## メインキャラクター
フィル・コールソン
演 - クラーク・グレッグ、日本語吹替 - 村治学
多くの現場任務を指揮するS.H.I.E.L.D.のエージェント。第1シーズン第22話「終わりの始まり(Beginning of the End)」でニック・フューリーはコールソンをS.H.I.E.L.D.の長官に任命する。コールソンは崩壊した組織再建のため活動する。愛車は62年式の赤いシボレー・コルベット。第2シーズン後半で片手が石化したため義手に変える。義手はシールドを生成できる。
スカイ / デイジー・ジョンソン
演 - クロエ・ベネット、日本語吹替 - 渋谷はるか
S.H.I.E.L.D.に雇われたコンピュータハッカーであり、ハッカー集団ライジング・タイドの元メンバー。第1シーズン第16話「始まりの終わり(End of the Beginning)」で正式にS.H.I.E.L.D.のエージェントとなる。第2シーズン第10話「オベリスクの力(What They Become)」で出生名がデイジーであり、インヒューマンズであることが判明する。
こちらも参照。
メリンダ・メイ
演 - ミンナ・ウェン、日本語吹替 - 沢海陽子
「騎兵隊」という異名を持つS.H.I.E.L.D.のエースパイロット兼兵器担当。一流の武術の腕前の持ち主。ある出来事をきっかけにS.H.I.E.L.D.の事務作業に就いていた。第2シーズンからスカイの監督官になる。
グラント・ウォード
演 - ブレット・ダルトン、日本語吹替 - 花輪英司
S.H.I.E.L.D.のブラックオプス担当。かつては、グラント・ウォードもジョン・ギャレットのチームに所属していた。第1シーズンではスカイの監督官になる。
こちらも参照。
レオ・フィッツ
演 - イアン・デ・カーステッカー、日本語吹替 - 落合佑介
エンジニアで特に兵器技術を専門とするS.H.I.E.L.D.のエージェント。シールドアカデミーの卒業生。
ジェマ・シモンズ
演 - エリザベス・ヘンストリッジ、日本語吹替 - 宮下ともみ
生命科学を専門とする生化学者でS.H.I.E.L.D.のエージェント。シールドアカデミーの卒業生。
ランス・ハンター
演 - ニック・ブラッド、日本語吹替 - 滝知史
元SAS（特殊空挺部隊）隊員。元妻のエージェント・モースがコールソンに勧めたことにより彼のチームに加わる。第2シーズンで登場。
バーバラ・"ボビー"・モース
演 - エイドリアンヌ・パリッキ、日本語吹替 - 林真里花
スカイ達と共に作戦に参加するS.H.I.E.L.D.のエージェント。登場時はヒドラの研究施設で警備担当として潜入。日本語やロシア語などの言葉も話せる。ランス・ハンターの元妻で、お互いをエージェントとして尊敬し合う。格闘技と棒術の達人。第2シーズンで登場。
アルフォンソ・“マック”・マッケンジー
演 - ヘンリー・シモンズ、日本語吹替 - 間宮康弘
メカニックを担当するS.H.I.E.L.D.のエージェント。S.H.I.E.L.D.では10年以上働いている。第2シーズンで登場。
リンカーン・キャンベル
演 - ルーク・ミッチェル、日本語吹替 - 川田紳司
電気を操る能力を持つインヒューマンズ。アフターライフで生活をしていたが、その前は医大生だった。第2シーズンで登場。
こちらも参照。
エレナ・“ヨーヨー”・ロドリゲス
演 - ナタリア・コルドバ＝バックリー、日本語吹替 - 相田さやか
高速移動能力を持つ。コロンビア出身。第3シーズン第11話「高速移動する女(Bouncing Back)」で登場。

## リカーリングキャラクター

### S.H.I.E.L.D.
第1シーズン
ジョン・ギャレット
演 - ビル・パクストン、日本語吹替 - 中村秀利
コールソンの元相棒でウォードやメイと共に働くS.H.I.E.L.D.の高レベル・エージェントで軍事専門家。第1シーズン第14話「タヒチ(T.A.H.I.T.I.)」で登場。
こちらも参照。
アントニー・トリプレット
演 - B・J・ブリット、日本語吹替 - 名村幸太朗
ギャレットの下で働く戦闘・兵器専門のS.H.I.E.L.D.エージェント。祖父は元ハウリン・コマンドーズのメンバー。第1シーズン第14話「タヒチ(T.A.H.I.T.I.)」で登場。
アン・ウィーヴァー
演 - クリスティン・アダムス、日本語吹替 - 塩田朋子
シールドアカデミーの校長でレオ・フィッツとジェマ・シモンズの恩師。第1シーズン第12話「シールド・アカデミー(Seeds)」で登場。
ビクトリア・ハンド
演 - サフロン・バロウズ、日本語吹替 - 弘中くみ子
「The Hub」と呼ばれるS.H.I.E.L.D.基地を運営する高レベル・エージェント。第1シーズン第7話「決死の潜入(The Hub)」で登場。
エリック・ケーニグ
演 - パットン・オズワルト、日本語吹替 - 嶋田翔平
カナダにあるS.H.I.E.L.D.の基地で働くエージェント。フィル・コールソン達を基地に迎え入れる。第1シーズン第18話「逃亡(Providence)」で登場。
ビリー・ケーニグ
演 - パットン・オズワルト、日本語吹替 - 嶋田翔平
プレイグラウンド基地、プロビデンス基地で働くS.H.I.E.L.D.のエージェント。S.H.I.E.L.D.を建て直そうとするコールソンを助ける。第1シーズン第22話「終わりの始まり(Beginning of the End)」で登場。
第2シーズン
サム・ケーニグ
演 - パットン・オズワルト、日本語吹替 - 嶋田翔平
兄弟のビリーと任務を行う。第2シーズン第9話「地下に眠る都市(...Ye Who Enter Here)」で登場。
ロバート・ゴンザレス
演 - エドワード・ジェームズ・オルモス、日本語吹替 - 勝部演之
S.H.I.E.L.Dの別の派閥の上層部の一人で空母の最高責任者。SHIELDが崩壊した日、右足に大怪我を負った。第2シーズン第14話「顔のない女(Love in the Time of Hydra)」で登場。
第3シーズン
パイパー
演 - ブリアナ・ベンスカス
シールドのエージェント。第3シーズン第19話「実験失敗(Failed Experiments)」で登場。
第4シーズン
プリンス
演 - リカルド・ウォーカー
シールドのエージェント。第4シーズン第1話「ゴースト(The Ghost)」で登場。
ジェフリー・メイス
演 - ジェイソン・オマラ、日本語吹替 - てらそままさき
第4シーズンよりS.H.I.E.L.D.の長官となる。第4シーズン第2話「シールド新長官(Meet the New Boss)」で登場。
デイビス
演 - マクシミリアン・オシンスキー
シールドのエージェント。第1シーズン第9話「"レキネシス(Repairs)」で登場。第4シーズン第1話「ゴースト(The Ghost)」で再登場。
バロウズ
演 - パトリック・カヴァノフ
シールドのエージェントで広報担当。第4シーズン第3話「大停電(Uprising)」で登場。
LT・ケーニグ
演 - アルテミス・ペプダニ
S.H.I.E.L.D.エージェントのケーニグ兄弟の姉。第4シーズン第12話「ホットポテト作戦(Hot Potato Soup)」で登場。
サーストン・ケーニグ
演 - パットン・オズワルト、日本語吹替 - 嶋田翔平
ケーニグ兄弟のうち、サーストンだけS.H.I.E.L.D.のエージェントにはならず、ワンマンショーを開いて生活している。第4シーズン第12話「ホットポテト作戦(Hot Potato Soup)」で登場。

### S.H.I.E.L.D.の関係者
第2シーズン
アンドリュー・ガーナー博士
演 - ブレア・アンダーウッド、日本語吹替 - 加藤亮夫
心理学者でウェストバージニア州カルヴァー大学の教授。S.H.I.E.L.D.のエージェント達のカウンセリングを担う。メイの元夫。第2シーズン第13話「能力者たち(One of Us)」で登場。

### 政府関係者・軍関係者など
第1シーズン
グレン・タルボット
演 - エイドリアン・パスダー、日本語吹替 - 水野龍司
アメリカ空軍大佐で、後に解散後も活動するS.H.I.E.L.D.エージェントを追う准将となる。フィル・コールソンとは犬猿の仲。第3シーズンではロザリンド・プライスに変わりATCUの長官となる。このことで実質的にS.H.I.E.L.D.の指示でATCUも動くようになる。第1シーズン第18話「逃亡(Providence)」で登場。第4シーズンではジョン・ギャレットを凶暴化させた0薬を改良してパトリオット計画を実行していた。
第3シーズン
マーシュ・エリス大統領
演 - ウィリアム・サドラー、日本語吹替 - をはり万造
ATCUを創設するアメリカ合衆国大統領。第3シーズン第1話「自然の法則(Laws of Nature)」でシリーズ初登場。
第4シーズン
エレン・ナディール
演 - パーミンダ・ナーグラ
人間優先運動の提唱者でインヒューマンズ反対派の上院議員。第4シーズン第3話「大停電(Uprising)」で登場。

### ヒドラ －HYDRA－
第1シーズン
エディソン・ポー
演 - カレン・ダグラス、日本語吹替 - 楠見尚己
「クレアボヤント」と繋がっているムカデ計画のエリートメンバー。刑務所に投獄されていたが脱獄した。第1シーズン第5話「花のドレスの女(Girl in the Flower Dress)」で登場。
ジョン・ギャレット / クレアボヤント
演 - ビル・パクストン、日本語吹替 - 中村秀利
S.H.I.E.L.D.のエージェントだが、第1シーズン第17話「疑いの連鎖(Turn, Turn, Turn)」でヒドラのエージェントであり、「クレアボヤント」であることが明かされる。さらに同シーズン第21話「反撃開始(Nothing Personal)」で「デスロック計画」の第一被験者であることが判明する。
グラント・ウォード
演 - ブレット・ダルトン、日本語吹替 - 花輪英司
S.H.I.E.L.D.のエージェントだが、後にヒドラのエージェントであることが明かされる。10代の頃にジョン・ギャレットによってヒドラに雇われた。第2シーズンでは逮捕されプレイグラウンド基地に拘束されていたが、移送中に脱走しダニエル・ホワイトホールと合流する。兄のクリスチャンと弟のトーマスがいる。若い頃のグラント・ウォードはオースティン・リヨンが演じた。
第2シーズン
ダニエル・ホワイトホール / ワーナー・ラインハルト
演 - リード・ダイアモンド、日本語吹替 - 田中正彦
第二次世界大戦中から活動するヒドラのエリートメンバーでレッドスカルの弟子。1945年から1989年までS.H.I.E.L.D.に囚われていた。オベリスク（預言者）を探し求め、大量殺戮兵器を作ろうとしている。第2シーズン第1話「新生S.H.I.E.L.D.始動(Shadows)」で登場。
スニル・バクシ
演 - サイモン・ケッサンデス、日本語吹替 - 土田大
ダニエル・ホワイトホールの右腕として働くヒドラのエージェント。第2シーズン第1話「新生S.H.I.E.L.D.始動(Shadows)」で登場。
エージェント33 / キャラ・パラマス
演 - マヤ・ストヤン / ミンナ・ウェン
元S.H.I.E.L.D.のエージェント。スニル・バクシによって洗脳されてしまう。ナノマスクで顔をメリンダ・メイに変え任務につく。後にグラント・ウォードと親しくなる。第2シーズン第3話「氷の男(Making Friends and Influencing People)」で登場。
第3シーズン
ワーナー・フォン・ストラッカー
演 - スペンサー・トリート・クラーク
バロン・フォン・ストラッカーの息子。第3シーズン第2話「扉の向こうへ(Purpose in the Machine)」で登場。
ハイヴ / アルベウス
最初のインヒューマンズにして、ヒドラの神と呼ばれる存在。インヒューマンズを操り、人類を死に至らしめる細菌を操る能力を持つ。地球に戻る際、初めはウィル・ダニエルズに寄生したが、その後グラント・ウォードに寄生した。第3シーズン第5話「4722時間(4,722 Hours)」で登場。
ギデオン・マリック
演 - パワーズ・ブース
世界安全保障委員会に所属するヒドラ幹部。ハイヴを地球に連れ戻そうとする。ナサニエル・マリックという弟がいた。第3シーズン第6話「ラッシュの正体(Among Us Hide…)」で登場。
ギエラ
演 - マーク・ダカスコス
ギデオン・マリックに仕えるインヒューマンズ。テレキネシス能力を持つ。第3シーズン第8話「いくつもの首(Many Heads, One Tale)」で登場。
第5シーズン

### ヒドラの関係者
第1シーズン
レイナ
演 - ルース・ネッガ、日本語吹替 - 加藤有生子
ムカデ計画のエリートメンバー。花柄のドレスを着ている。第1シーズンではS.H.I.E.L.D.によって逮捕されるが後に脱獄。第2シーズンではホワイトホールに追われる身となる。スカイの父親を知る人物。第1シーズン第5話「花のドレスの女(Girl in the Flower Dress)」で登場。
こちらも参照。
イアン・クイン
演 - デヴィッド・コンラッド、日本語吹替 - 内田直哉
裕福な鉱業慈善家でクイン・ワールドワイドのCEO（最高経営責任者）。「クレアボヤント」や「ムカデ計画」とも繋がっており、資金を出している。第1シーズン第3話「グラヴィトニウム(The Asset)」で登場。

### アフターライフ
インヒューマンズの為にジャイーンが作ったアジアの山岳地域にあると思われる小さな山郷。ジャイーンをインヒューマンズの長としてゴードンやリンカーンらによって運営されている。第2シーズンに登場。
ジャイーン
演 - ディーチェン・ラックマン
スカイの実の母親。1989年、ダニエル・ホワイトホールの人体実験により殺害された女性。しかし、インヒューマンズである彼女は不老と再生の能力の持ち主であった為、切り刻まれて遺棄された身体を夫であるカルビンが繋ぎ合わせて再生した。その際の縫い目が全身に残っている。能力が現れたスカイの前にゴードンが現れ、スカイをアフターライフへと拐って来たことで親子の再会を果たす。第2シーズン第8話「兄弟の再会(The Things We Bury)」で登場。
ゴードン
演 - ジェイミー・ハリス
テレポーテーション能力を持つ中年男性のインヒューマンズ。思い描くだけで自在に場所から場所へと瞬時に転位が出来、その距離自由自在である。能力が覚醒したスカイの前に現れて彼女をアフターライフへと導いた。第2シーズン第10話「オベリスクの力(What They Become)」で登場。

### インヒューマンズ
第2シーズンから登場。ヒドラによって狙われる、特殊能力を持った人々。第2シーズン、第3シーズンを通して話の鍵を握っている。第2シーズンの最後に、海に沈んだテリジェンクリスタルから流れ出た成分を含んだ魚から作られたフィッシュオイルによって、世界中の人々の眠っていた特殊能力を覚醒させ世界中の人々を混乱と恐怖に陥れた存在。しかし、それは彼らが望んで変化した訳ではなく、自身の変化に混乱する者もいれば、手に入れた力を悪用するものもいる。
第2シーズン
スカイ / デイジー・ジョンソン / クェィク
周りのすべての物体の振動と共鳴する能力を持ち、その能力で地震を起こすこともできる。
レイナ
身体にトゲのようなものが生えており、予見の能力を持つ。変化してしばらくは能力が不明であった。
リンカーン・キャンベル
演 - ルーク・ミッチェル、日本語吹替 - 川田紳司
電気を操る能力を持つ。元医大生。アフターライフで生活をしていたが。第2シーズン第16話「アフターライフ(Afterlife)」で登場。
第3シーズン
ジョーイ・グティエレス
演 - フアン・パブロ・ラバ
建設作業員。金属を溶かす能力を持つ。ATCUに追われていたところをデイジー達によって助けられる。第3シーズン第1話「自然の法則(Laws of Nature)」で登場。
ラッシュ
演 - マット・ウィリグ、日本語吹替 - 大友龍三郎
インヒューマンズの命を狙う。インヒューマンズを見境無く殺したが、第3シーズンで洗脳されたデイジーを助ける一面も。登場時正体は不明だったが後にガーナー博士と判明する。第3シーズン第1話「自然の法則(Laws of Nature)」で登場。
エレナ・“ヨーヨー”・ロドリゲス
演 - ナタリア・コルドバ＝バックリー
高速移動能力を持つ。コロンビア出身。第3シーズン第11話「高速移動する女(Bouncing Back)」で登場。
ジェームズ / ヘルファイアー
演 - アクサル・ホワイトヘッド
触れたものを熱する能力を持つ。以前はアフターライフで生活をしていたが追放された。第3シーズン第16話「儀式(Paradise Lost)」で登場。

### ATCU
マーシュ・エリス大統領が組織したインヒューマンズを捕らえる特殊部隊（Advanced Threat Containment Unit）。第3シーズンに登場。
第3シーズン
ロザリンド・プライス
演 - コンスタンス・ジマー、日本語吹替 - 山像かおり
ATCUの指揮官。グラント·ウォードにより狙撃され、死亡した。第3シーズン第1話「自然の法則(Laws of Nature)」で登場。
ルーサー・バンクス
演 - アンドリュー・ハワード
ロザリンド・プライスの部下。第3シーズン第1話「自然の法則(Laws of Nature)」で登場。

### ライトハウス
第5シーズン
ディーク・ショウ
演 - ジェフ・ウォード、日本語吹替 - 星野貴紀
バージルと親しかったが予言は信じていない。フレームワークのようなものを作り、一部の住民に提供している。後に協力者となる。第5シーズン第1話「オリエンテーション(前編)(Orientation Part One)」で登場。
テス
演 - イヴ・ハーロウ、日本語吹替 - 冠野智美
コールソンたちの腕にメタリックがないことに気づきこの時代の人間ではないことを知る。第5シーズン第2話「オリエンテーション(後編)(Orientation Part Two)」で登場。
フリント
演 - コイ・スチュワート
ライトハウスの住人。幼い頃に両親を亡くした。テスを姉のように慕う。テリジェネシスを経て石を操る能力を持つインヒューマンズになる。第5シーズン第3話「奪われる命(A Life Spent)」で登場。

### クリー族
第5シーズン
カサイアス
ドミニク・レインズ、日本語吹替 - 三上哲
ライトハウスを支配するクリー人。冷血な性格の持ち主。第5シーズン第2話「オリエンテーション(Orientation Part Two)」で登場。
シナラ
フロランス・フェーヴル
カサイアスの右腕で無口なクリー人。金属の球を操る能力を持つ。第5シーズン第2話「オリエンテーション(Orientation Part Two)」で登場。

### その他のリカーリングキャラクター
第1シーズン
マイク・ピーターソン / デスロック
演 - J・オーガスト・リチャーズ、日本語吹替 - 佐藤美一
センチピード血清を使った超人兵士を作る「ムカデ計画」によって実験台となった普通の男。後に身体の一部を機械化する「デスロック計画」の一環として失った右脚を人工物に変えられてしまう。エースという息子がいる。第1シーズン第1話「シールド精鋭チーム誕生(Pilot)」で登場。
カルビン・ザボ
演 - カイル・マクラクラン
スカイの父親で医師。短気であり激昂すると誰も止められないほどの怪力になる。娘に合うためホワイトホールを利用する。オベリスクに詳しい。ウィスコンシン州で働いていた。第1シーズン第22話「終わりの始まり(Beginning of the End)」で登場。
第3シーズン
ホールデン・ラドクリフ博士
演 - ジョン・ハナー、日本語吹替 - 森田順平
超人間主義で人体改造に詳しい。農薬会社で寄生生物関係の主任研究員をしていたが、解雇されている。第3シーズン第18話「特異点(The Singularity)」で登場。
エイダ（A.I.D.A）
演 - マロリー・ジャンセン、日本語吹替 - 木下紗華
ラドクリフ博士の研究により生み出されたライフ・モデル・デコイ（略称はLMD。人間そっくりのアンドロイド）。第3シーズン第22話「上昇(Ascension)」で登場。名前のエイダは「Artificial Intelligent Digital Assistant（人工知能デジタルアシスタント）」の頭文字から。
第4シーズン
ロビー・レイエス / ゴーストライダー
演 - ガブリエル・ルナ、日本語吹替 - 桐本拓哉
ロサンゼルスで自動車修理工として働く。ストリートギャングのフィフス・ストリート・ロコスの銃撃による交通事故で死亡するが、ゴーストライダーとの取引により復活する。身中に復讐の精霊（Spirit of Vengeance）を宿してゴーストライダーとなった彼は、地獄の炎をまとった黒い69年式ダッジ・チャージャーを駆って犯罪者を処刑している。デイジー（＝クェイク）に協力して、S.H.I.E.L.D.を助ける。第4シーズン第1話「ゴースト(The Ghost)」で登場。
ゲイブ・レイエス
演 - ロレンツォ・ジェームズ・ヘンリー
ロビーの弟で、ある事件をきっかけに下半身不随になり、車椅子での生活をしている。第4シーズン第1話「ゴースト(The Ghost)」で登場。
イライアス・“イーライ”・モロー
演 - ホセ・ズニーガ
レイエス兄弟の叔父。モーメンタム研究所で電気技師をしていた。上司に対する暴行の罪でサウスリッジ刑務所に服役中。モーメンタム研究所で魔導書「ダークホールド」の知識を用いた無からの物質生成実験が行われているのを目撃する。第4シーズン第4話「炎の2人(Let Me Stand Next to Your Fire)」で登場。
ヴィジェイ・ナディール
演 - マニッシュ・ダヤル
エレン・ナディール議員の弟。第4シーズン第7話「悪魔との取引(Deals with Our Devils)」で登場。
アントン・イワノフ
演 - ザック・マクゴーワン、日本語吹替 - 山野井仁
ウォッチドッグのリーダー。コールソンやS.H.I.E.L.D.に対して強い反感を持つ。第4シーズン第12話「ホットポテト作戦(Hot Potato Soup)」で登場。
イノック
演 - ジョエル・ストファー
3万年前に白鳥座の惑星から地球にやってきたクロニコム。人間の進化を研究し記録している。予言をもとにコールソン達をライトハウスへ送る。第4シーズン第22話「世界の終わり(World's End)」

## ゲスト・その他のキャラクター
第1シーズン
マリア・ヒル
演 - コビー・スマルダーズ、日本語吹替 - 本田貴子
S.H.I.E.L.D.の副長官。『キャプテン・アメリカ/ウィンター・ソルジャー』での出来事がきかっけとなり、スターク・インダストリーズで働いていることが第1シーズン第20話「任務と悪意(Nothing Personal)」で描かれている。第1シーズン第1話「シールド精鋭チーム誕生(Pilot)」でシリーズ初登場。
ストライテン博士
演 - ロン・グラス、日本語吹替 - 仲野裕
コールソンの蘇生を監督したS.H.I.E.L.D.の医師。第1シーズン第1話「シールド精鋭チーム誕生(Pilot)」で登場。
ニック・フューリー
演 - サミュエル・L・ジャクソン、日本語吹替 - 竹中直人
S.H.I.E.L.D.の元長官でコールソンとギャレットの元監督者。第1シーズン第22話「終わりの始まり(Beginning of the End)」でコールソンを新長官に任命する。第1シーズン第2話「084(0-8-4)」でシリーズ初登場。
カミラ・レイエス
演 - レオノア・ヴァレラ、日本語吹替 - 木下紗華
ペルーの憲兵隊員。コールソンの旧友。第1シーズン第2話「084(0-8-4)」で登場。
フランクリン・ホール博士
演 - イアン・ハート、日本語吹替 - 青山穣
元S.H.I.E.L.D.でフィッツとシモンズの師。「グラヴィトニウム」の研究をしている。第1シーズン第3話「グラヴィトニウム(The Asset)」で登場。
アケーラ・アマドール
演 - パスカル・アルマーンド、日本語吹替 - 東條加那子
元S.H.I.E.L.D.でコールソンの教え子。第1シーズン第4話「裏切り者を救え(Eye Spy)」で登場。
チャン・ホー・イン / スコーチ
演 - ルイ・オザワ
手の平から炎を出すことができるパイロキネシス能力者であり大道芸人。「ムカデ計画」に利用するためレイナが誘拐する。第1シーズン第5話「花のドレスの女(Girl in the Flower Dress)」で登場。
マイルズ・ライドン
演 - オースティン・ニコルズ、日本語吹替 - 滝知史
「ライジング・タイド」の一員。スカイの元恋人。第1シーズン第5話「花のドレスの女(Girl in the Flower Dress)」で登場。
ジャスパー・シットウェル
演 - マキシミリアーノ・ヘルナンデス、日本語吹替 - 丸山壮史
S.H.I.E.L.D.のエージェントでコールソンの友人。彼の末路は『キャプテン・アメリカ/ウィンター・ソルジャー』の方で描かれている。第1シーズン第7話「決死の潜入(The Hub)」でシリーズ初登場。
ヤコブナイ・ストロム
演 - マイケル・グラジアデイ、日本語吹替 - 白熊寛嗣
カルト教団の首謀者。第1シーズン第8話「バーサーカー(The Well)」で登場。
ペトラ・ラーセン
演 - エリン・ウェイ、日本語吹替 - 山下亜矢香
カルト教団の首謀者。ヤコブナイ・ストロムと行動を共にしている。第1シーズン第8話「バーサーカー(The Well)」で登場。
エリオット・ランドルフ博士
演 - ピーター・マクニコル、日本語吹替 - 宗矢樹頼
スペインに住んでいるアスガルドの戦士で人間の北欧神話を研究する大学教授を装っている。第1シーズン第8話「バーサーカー(The Well)」で登場。
ハンナ・ハッチンス
演 - ローラ・シーイー
粒子加速器研究所の責任者。テレキネシス能力の持ち主の疑いがある。第1シーズン第9話「テレキネシス(Repairs)」で登場。
トバイアス・フォード
演 - ロバート・ベイカー
粒子加速器研究所の技術者で、研究所の爆発事故に巻き込まれてしまう。第1シーズン第9話「テレキネシス(Repairs)」で登場。
ロイド・ラスマン
演 - ロブ・ヒューベル
犯罪疑惑のある富豪。スカイに車を盗まれ、家にも侵入される。第1シーズン第11話「魔法の国(The Magical Place)」で登場。
グッドマン博士
演 - イメルダ・コーコラン
コールソンの下でタヒチ計画のために働き、また彼の蘇生にも関わったS.H.I.E.L.D.の医師。第1シーズン第11話「魔法の国(The Magical Place)」で登場。
ドニー・ギル
演 - ディラン・ミネット、日本語吹替 - 奥田隆仁
気象コントロールデバイスを作ったS.H.I.E.L.D.科学技術アカデミーの士官候補生。第1シーズン第12話「シールド・アカデミー(Seeds)」で登場。
L・エイヴリー
スカイを養護施設に送ったエージェント。既に死亡している。
リチャード・ラムレイ
演 - ボイド・ケストナー、日本語吹替 - てらそままさき
エイヴリーの死後、失踪したエージェント。第1シーズン第12話「シールド・アカデミー(Seeds)」で登場。
列車の紳士
演 - スタン・リー、日本語吹替 - 広瀬正志
カメオ出演。第1シーズン第13話「謎の荷物(T.R.A.C.K.S.)」で登場。
ローレライ
演 - エレナ・サチン、日本語吹替 - 宮島依里
あらゆる男を誘惑する能力を持つアスガーディアン。第1シーズン第14話「タヒチ(T.A.H.I.T.I.)」で登場。
シフ
演 - ジェイミー・アレクサンダー、日本語吹替 - 北西純子
北欧神話のシヴを基としたキャラクターで、アスガルドの戦士でソーの幼馴染。第1シーズン第15話「ローレライの罠(Yes Men)」でシリーズ初登場。
トーマス・ナッシュ
演 - ブラッド・ドゥーリフ、日本語吹替 - 牛山茂
クレアボヤントと疑われる植物状態の男。第1シーズン第16話「始まりの終わり(End of the Beginning)」で登場。
フェリックス・ブレイク
演 - タイタス・ウェリヴァー、日本語吹替 - 廣田行生
S.H.I.E.L.D.のエージェント。任務中にデスロックによって重傷を負う。第1シーズン第16話「始まりの終わり(End of the Beginning)」でシリーズ初登場。
オードリー・ネイサン
演 - エイミー・アッカー、日本語吹替 - 日野由利加
『アベンジャーズ』以前からコールソンと親しい関係にあった、オレゴン州ポートランド出身のチェロ奏者。第1シーズン第19話「ひと筋の光(The Only Light in the Darkness)」で登場。
マーカス・ダニエルズ / ブラックアウト
演 - パトリック・ブレナン、日本語吹替 - 石田博英
ダークフォースの実験により、周囲のものからエネルギーを吸収する能力を持つようになる。S.H.I.E.L.D.の施設、フリッジに投獄されていたが解放される。第1シーズン第19話「ひと筋の光(The Only Light in the Darkness)」で登場。
リアン・メイ
演 - ツァイ・チン
メリンダ・メイの母親でマリア・ヒルへのコントクトを導く。第1シーズン第19話「ひと筋の光(The Only Light in the Darkness)」で登場。
第2シーズン
ペギー・カーター
演 - ヘイリー・アトウェル、日本語吹替 - 園崎未恵
戦略科学予備軍の一員でS.H.I.E.L.D.の共同創設者。第2シーズン第1話「新生S.H.I.E.L.D.始動(Shadows)」でシリーズ初登場。第2シーズンでは劇中に顔写真や名前が度々現れる。
ジム・モリタ
演 - ケネス・チョイ
ペギー・カーターと共に働くハウリング・コマンドーズのメンバーで、日系アメリカ人。第2シーズン第1話「新生S.H.I.E.L.D.始動(Shadows)」でシリーズ初登場。
ティモシー・“ダム・ダム”・デュガン
演 - ニール・マクドノー
ペギー・カーターと共に働くハウリング・コマンドーズのメンバー。第2シーズン第1話「新生S.H.I.E.L.D.始動(Shadows)」でシリーズ初登場。
イサベル・“イジー”・ハートレー
演 - ルーシー・ローレス、日本語吹替 - 野沢由香里
S.H.I.E.L.D.のエージェント。ナイフを使った戦闘が得意。スカイ達と共に任務を行う。第2シーズン第1話「新生S.H.I.E.L.D.始動(Shadows)」で登場。
カール・“クラッシャー”・クリール（アブソービングマン）
演 - ブライアン・パトリック・ウェイド
ギャレットによって殺されたと思われていた能力者。触れた物体の特性を吸収できる能力を持つ。第2シリーズ第1話「新生S.H.I.E.L.D.始動(Shadows)」で登場。
ジョージ・ステファノプロス
演 - 本人
本人役でカメオ出演。第2シーズン第1話「(新生S.H.I.E.L.D.始動)Shadows」で登場。
ケニス・タージョン
演 - アダム・カルバーシュ
ヒドラの研究所で働く研究員。S.H.I.E.L.D.のスパイという汚名を着せられる。第2シーズン第2話「氷の男(Making Friends and Influencing People)」で登場。
マーカス・スカロッティ
演 - フォーク・ヘンチェル
国連のニューヨーク本部を襲ったヒドラの傭兵。スプリンター爆弾を使って暗殺を行った。第2シーズン第6話「スプリンター爆弾(A Fractured House)」で登場。
トシロウ・モリ
演 - ブライアン・ティー
日本の沖縄に住むエンジニアであり、スプリンター爆弾の開発に携わる。ボビーと親しい。第2シーズン第6話「スプリンター爆弾(A Fractured House)」で登場。
クリスチャン・ウォード
演 - ティム・ディケイ
グラント・ウォードの兄で、過去にグラントやその弟のトーマスを虐待していたマサチューセッツ州の上院議員。第2シーズン第6話「スプリンター爆弾(A Fractured House)」で登場。
セバスチャン・デリク
演 - ブライアン・ヴァン・ホルト、日本語吹替 - 小川真司
元暗殺者。GH325血清の副作用（ハイパーグラフィア）に苦しむ。身体に謎のタトゥーを彫っている。記憶を消されるが後に蘇る。第2シーズン第6話「スプリンター爆弾(A Fractured House)」で登場。
レベッカ・スティーブンス捜査官 / ジャニス・ロビンス
演 - モニーク・ガブリエラ・カーネン
タヒチ計画に関わっていたシールドのエージェント。記憶を変え画家として暮らす。第2シーズン第7話「最後のピース(The Writing on the Wall)」で登場。
キャメロン・クレイン捜査官 / ハンク・トンプソン
演 - ジョエル・グレッチ
タヒチ計画に関わっていたシールドのエージェント。記憶を変え妻と息子と暮らす。溶接業を営む。第2シーズン第7話「最後のピース(The Writing on the Wall)」で登場。
ドクター・リスト
演 - ヘンリー・グッドマン、日本語吹替 - 伊藤和晃
バロン・フォン・ストラッカー（『アベンジャーズ/エイジ・オブ・ウルトロン』に登場）の右腕の研究者。ホワイトホールが失脚した後、ヒドラ幹部を集め会合を開く。第2シーズン第11話「衝撃のあと(Aftershocks)」で登場。
オクタヴィアン・ブルーム
演 - フレッド・ドライヤー
ヒドラの幹部の一人。ホワイトホールが失脚した後、ヒドラ幹部を集めた会合は彼の邸宅で開かれた。第2シーズン第11話「衝撃のあと(Aftershocks)」で登場。
ヴィン・タク
演 - エディ・マクリントック
正体はクリー人。預言者を回収及び能力を覚醒したインヒューマンズを抹殺しに来た。他人の記憶を消すハンマーを装備している。なお、記憶を戻すこともできる。第2シーズン第12話「記憶をなくした戦士(Who You Really Are)」で登場。
カーラ・ギデオン
演 - ドレア・ド・マッテオ
両手の指先に刃物が移植されている。第2シーズン第13話「能力者たち(One of Us)」で登場。
オリバー
演 - マーク・アラン・スチュワート
S.H.I.E.L.Dの別の派閥の上層部の一人。第2シーズン第14話「顔のない女(Love in the Time of Hydra)」で登場。
トーマス・カルデロン
演 - カーク・アセヴェド
S.H.I.E.L.Dの別の派閥の上層部の一人。第2シーズン第14話「顔のない女(Love in the Time of Hydra)」で登場。
ハーネスト・エッディ
演 - ストーニー・ウェストモアランド
中古車販売店のオーナー。コールソンとハンターが尋ねる。第2シーズン第16話「アフターライフ(Afterlife)」で登場。
エヴァ・ベルコフ
演 - ウィンター・ゾリ
怪力な力を持つ女性。S.H.I.E.L.D.がバーレーンで捕獲しようとする。第2シーズン第17話「メリンダ(Melinda)」で登場。
ケイティ
演 - エイヴァ・エイカーズ
バーレーンの街に住む少女。第2シーズン第17話「メリンダ(Melinda)」で登場。
アリーシャ・ホイットリー
演 - アリシア・ベラ・ベイリー
自身の分身を離れたところからも操る能力を持つインヒューマンズ。第2シーズン第20話「傷(Scars)」で登場。
キーボ
演 - ダズ・クローフォード
グラント・ウォードの部下。第2シーズン第22話「S.O.S.(後編)(S.O.S. Part Two)」で登場。
第3シーズン
ヨセフ・ハダド
演 - イドゥ・エズラ
謎の石「モノリス」に関わる巻物を持っている男。フィッツがモロッコまで訪ねて行く。第3シーズン第1話「自然の法則(Laws of Nature)」で登場。
ウィリアム・メイ
演 - ジェームズ・ホン
メリンダ・メイの父親。足を骨折しリハビリ中である。第3シーズン第2話「扉の向こうへ(Purpose in the Machine)」で登場。
スパッド
演 - ダニエル・フューリーゲル
ハンターの旧友。第3シーズン第3話「ファイト・クラブ(A Wanted (Inhu)man)」で登場。
ドワイト・フライ
演 - チャド・リンドバーグ
元プログラマー。ラッシュに協力している疑いがある。第3シーズン第4話「協力関係(Devils You Know)」で登場。
ウィル・ダニエルズ
演 - ディラン・ケイシー
NASAの宇宙飛行士。第3シーズン第5話「4722時間(4,722 Hours)」で登場。
スティーブ・ウィルソン
演 - ネルソン・フランクリン
ロザリンドの部下でATCUのセキュリティ担当。第3シーズン第8話「いくつもの首(Many Heads, One Tale)」で登場。
トーマス・ウォード
演 - タイラー・リッター
グラント・ウォードの弟。グラントとは距離を置いている。第3シーズン第9話「ヒドラの扉(Closure)」で登場。
ルシオ
演 - ゲイブリエル・サーバダー
目を合わせた者を硬直させる能力を持つインヒューマンズ。第3シーズン第11話「高速移動する女(Bouncing Back)」で登場。
アントン・ペトロフ
演 - ラヴィル・イシヤノフ
台湾のシンポジウムに参加するロシア人。インヒューマンズ保護区を作る提案をする。第3シーズン第12話「スパイを探せ(The Inside Man)」で登場。
アンドロビッチ将軍
演 - クリストフ・コンラート
ロシアの国防大臣。ソ連国家保安委員会の元殺し屋でインヒューマンズ。第3シーズン第13話「ラスト・ショット(Parting Shot)」で登場。
ステファニー・マリック
演 - ベサニー・ジョイ・レンツ
ギデオン・マリックの娘。第3シーズン第13話「ラスト・ショット(Parting Shot)」で登場。
ルーベン・マッケンジー
演 - ガイウス・チャールズ
マックの弟でイリノイ州に住む。勤めていた会社をリストラされてしまい悩んでいる。異星人を排除しようとするウォッチドッグの主張に共感している。第3シーズン第14話「番犬たち(Watchdogs)」で登場。
アンダーソン
演 - アレキサンダー・レイス
プレイグラウンド基地で働くS.H.I.E.L.D.のエージェント。第3シーズン第15話「ロビン(Spacetime)」で登場。
チャールズ・ヒントン
演 - ビョルン・ジョンソン
触れた者の未来を予知する能力を持つインヒューマンズ。触れた者もその未来を知る。妻と娘のロビンがいる。第3シーズン第15話「ロビン(Spacetime)」で登場。
リーパー
ハイヴを作ったクリー人達。生きているクリー人を利用するためハイヴが地球に召喚した。第3シーズン第19話「実験失敗(Failed Experiments)」で登場。
第4シーズン
ルーシー・バウアー
演 - リリー・バーセル
モーメンタム研究所で働いていた女性でリーダー。「ダークホールド」を探し求める。第4シーズン第1話「ゴースト(The Ghost)」で登場。
ジョセフ・バウアー
演 - カー・スミス
ルーシーの夫で長い間昏睡状態だった。第4シーズン第4話「炎の2人(Let Me Stand Next to Your Fire)」で登場。
サンティーノ・ナグエラ
演 - ローランド・モリナ
元5丁目ギャングのメンバー。サウスブリッジ刑務所で服役している。第4シーズン第5話「衝撃の告白(Lockup)」で登場。
タッカー・ショックリー
演 - ジョン・パイパー＝ファーガソン
ウォッチドッグのリーダーの右腕。第4シーズン第9話「破られた約束(Broken Promises)」で登場。
アグネス・キッツワース
演 - マロリー・ジャンセン、日本語吹替 - 木下紗華
オーストラリアに住んでいたが、現在はスペインで生活している。ラドクリフ博士の元恋人でエイダのモデルとなった女性であるが、多形性膠芽腫を患っている。第4シーズン第13話「爆弾男(BOOM)」で登場。
バーネル
演 - タージ・スペイツ
フレームワーク内のアレキサンダーピアース高校でコールソンの授業を受けている生徒。ジェマに自分の車を貸す。第4シーズン第16話「フレームワーク(What If...)」で登場。
クリス・アドラー
演 - スカイラー・ジェームス
フレームワーク内のアレキサンダーピアース高校でコールソンの授業を受けている生徒。授業中にヒドラに連行されてしまう。第4シーズン第16話「フレームワーク(What If...)」で登場。
ホープ・マッケンジー
演 - ジョーダン・リベラ
フレームワーク内のマックの娘。二人で生活をしている。第4シーズン第17話「反対の世界(Identity and Change)」で登場。
アリステア・フィッツ
演 - デヴィッド・オハラ
フレームワーク内のレオ・フィッツの父親。第4シーズン第18話「後悔と人生(No Regrets)」で登場。
第5シーズン
バージル
演 - デニス・アクデニズ
ライトハウスの住人。コールソンと出会う。第5シーズン第1話「オリエンテーション(Orientation Part One)」で登場。
グリル
演 - プルイット・テイラー・ヴィンス
ライトハウスで廃品回収の仕事を取り仕切る。横暴で自分に対抗するものには容赦ない。第5シーズン第2話「オリエンテーション(後編)(Orientation Part Two)」で登場。
ゼブ
演 - プルイット・テイラー・ヴィンス
グリルの右腕。第5シーズン第2話「オリエンテーション(後編)(Orientation Part Two)」で登場。
アビー
演 - シアラ・ブラヴォ
テリジェネシスを経てインヒューマンズになった少女。分子密度を操る能力を持つが制御できず苦労する。第5シーズン第3話「奪われる命(A Life Spent)」で登場。
フランク
演 - サムエル・ローキン、日本語吹替 - 家中宏
クリー人でカサイアスの兄。第5シーズン第6話「残酷なゲーム(Fun & Games)」で登場。
タリアン
演 - クレイグ・パーカー
クリー人でカサイアスの父。第5シーズン第20話「我らすべてを救うもの(The One Who Will Save Us All)」で登場。